# 北孔博
北孔博（英語：Kombo North/Saint Mary）是西非國家甘比亞西部區轄下的9個縣之一。北孔博位於甘比亞西南部的甘比亞河以南。北孔博的地理位置介於南孔博與卡尼芬縣之間。根據甘比亞官方於2013年所作的人口普查結果顯示，居住於北孔博的總人口數為344756人。